# Alfonso López Michelsen
Alfonso Antonio Lázaro López Michelsen (Bogotá, 30 de junio de 1913-ídem, 11 de julio de 2007) fue un abogado, político, catedrático y diplomático colombiano. Fue presidente de Colombia entre el 7 de agosto de 1974 y el 7 de agosto de 1978. Miembro del Partido Liberal Colombiano, y fundador y líder de la extinta disidencia Movimiento Revolucionario Liberal.   
Salvo por su participación como concejal de Engativá en 1938, López Michelsen inició su actividad política tardíamente como consecuencia del escándalo conocido como "el caso Handel," que involucró a su padre, presidente de la época, en cargos de corrupción por nepotismo. Sin embargo, se desempeñó en los negocios de su familia y su carrera de abogado.  
Además de su tardía pero muy extensa carrera política, López Michelsen también fue rector de la Universidad Libre, catedrático, y promotor cultural, siendo en este último aspecto el fundador del Festival Vallenato, y siendo nombrado gobernador del departamento del César, que ayudó a crear.  
López fue elegido presidente de Colombia entre 1974 y 1978. A pesar de su popularidad inicial, su gobierno atravesó por varias crisis políticas, económicas y sociales, como el escándalo de la ventanilla siniestra y la bonanza marimbera, el paro nacional de 1977, el alzamiento de la inflación, y las incursiones armadas de varios grupos insurgentes, especialmente el M-19.  
Luego de terminar su mandato, siguió teniendo importante influencia en los gobiernos sucesivos al suyo, tanto liberales como conservadores. Fue consultado en múltiples ocasiones por sus copartidarios para el tratamiento de varios asuntos, tales como el lanzamiento de candidaturas presidenciales, entre otros. En sus últimos años, apoyó la reelección del expresidente Álvaro Uribe Vélez.  
Era conocido entre sus amigos como el Pollo López, o simplemente El Pollo, por su cercanía a los folcloristas de su país y por su corta edad al comienzo de su carrera política. En la actualidad es considerado uno de los hombres más influyentes, ricos y poderosos de la historia moderna de Colombia, dado los estrechos y complejos círculos familiares que lo rodeaban.

## Biografía
Alfonso Antonio Lázaro López Michelsen nació en Bogotá, el 30 de junio de 1913, en el seno de una familia de la aristocracia bogotana. 
Estudió la primaria en el Gimnasio Moderno de Bogotá, para luego estudiar en Europa, en colegios de Bélgica (Saint Michel), el Reino Unido (Liceo Francés) y Francia, particularmente en Lille (Liceo Louis-le Grand), donde obtuvo su grado de bachiller.
Luego ingresó en la Universidad del Rosario, donde obtuvo el título de abogado con la tesis "La posesión inscrita" de naturaleza civil. Posteriormente hizo estudios de especialización en la Universidad de Chile y de posgrado en Derecho Público y Constitucional en la Universidad de Georgetown; luego de regresar a Colombia fue profesor de Derecho constitucional en las universidades Libre, Nacional de Colombia y su alma mater, la Universidad del Rosario.
Durante el gobierno de su padre se mantuvo alejado de la labor política y se dedicó a la academia, llegando a ser Presidente de la Universidad Libre en 1946, año durante el cual también fueron presidentes de la misma Darío Echandía, su antecesor, y Crótatas Londoño, su sucesor.
El 23 de septiembre de 1938, días después de que su padre dejara la presidencia de Colombia y horas después de su matrimonio, López fue elegido concejal de Engativá, junto al conservador Álvaro Gómez Hurtado (hijo del amigo de su padre y rival político Laureano Gómez), y al liberal Julio César Turbay Ayala, todos jóvenes menores de 30 años en el momento de sus respectivas elecciones.

### Segundo gobierno López y escándalos de nepotismo
Su padre regresó al poder en 1942, pero este nuevo gobierno fue convulso para López y su familia, por múltiples escándalos de presunto nepotismo y encubrimiento. En 1942, López adquirió una empresa de manos de un ciudadano alemán, gracias a la influencia de su padre sobre el ministro de Hacienda, y a la campaña antinazi del gobierno colombiano.
Por otro lado el expolicía y boxeador apodado 'Mamatoco' fue encontrado con signos de una muerte violenta en un parque de la capital colombiana en julio de 1943. Al parecer el occiso estaba investigando un caso de corrupción relacionado con la familia presidencial y según el diario El Siglo, de la familia conservadora Gómez, el presidente habría ordenado el asesinato de 'Mamatoco' para cubrir a Alfonso, quien supuestamente fue descubierto por el boxeador en conductas lascivas con una mujer.
En septiembre de 1943, estalló el escándalo de Handel, en el cual el representante a la cámara Silvio Villegas, apoyado por el periódico conservador El Siglo, acusaron a López de haberse apropiado de acciones de la empresa Handel, cuya adquisición no hubiese sido posible a raíz de los efectos que la Segunda Guerra Mundial trajo sobre capital nazi o sus aliados. Al ministro Carlos Lleras Restrepo le correspondió defender al presidente y a su hijo en el Congreso.
Otro escándalo se dio cuando se conoció que la familia presidencial tenía una casa de verano llamada 'Las Monjas', en donde el ministro de guerra de López Pumarejo invirtió fondos públicos para construir alojamientos para la guardia presidencial. Los múltiples escándalos, y la enfermedad de María Michelsen, la primera dama, llevaron al padre de Alfonso a renunciar a la presidencia, el 26 de junio de 1945.

### El Bogotazo y la dictadura militar
Tras los escándalos a los que se enfrentó su padre, Alfonso se alejó de la política y se dedicó de lleno al ejercicio de la abogacía. Desde 1938 dictó la cátedra de derecho constitucional en las universidades Libre y del Rosario. También ejerció la defensa de ciudadanos que reclamaban abusos estatales del gobierno conservador, ya que por la división del liberalismo, Mariano Ospina Pérez se alzó con la presidencia en 1946. 
En 1949 fue designado correspondiente en la Academia Colombiana de Jurisprudencia, y en los incendios de Bogotá en 1952 sufrió la quema de su casa, que provocaron fanáticos conservadores, en el marco del recrudecimiento de La Violencia. Esos incendios llevaron al exilio a varios miembros del liberalismo. Por la persecución que el gobierno del designado Roberto Urdaneta desató contra los liberales, López y su familia se exiliaron en México.

### Regreso a Colombia y la política: El Frente Nacional y el Movimiento Revolucionario Liberal (MRL)

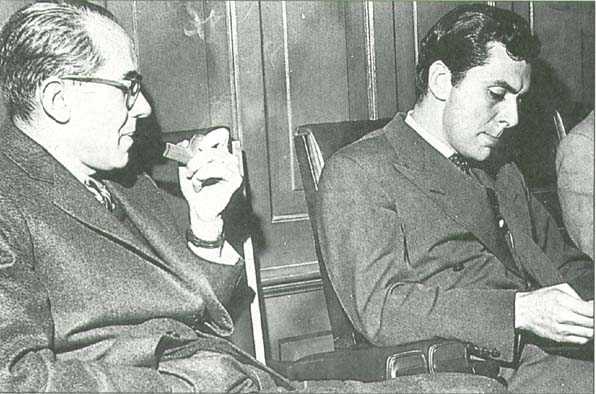
López con Álvaro Uribe Rueda

Con la renuncia del general Gustavo Rojas Pinilla, López y su familia regresaron a Colombia. Una vez allí, se le invitó a formar parte del comité paritario para el restablecimiento de la democracia, que fue convocado por la Junta Militar en 1957. En dicho comité también participaba su padre, el expresidente Alfonso López Pumarejo. A López Michelsen se le atribuye haber propuesto la implantación de un recurso similar a la actual acción de tutela, el cual no prosperó.
A pesar de haber apoyado el comité paritario, López se hizo hostil al sistema del Frente Nacional desde sus inicios. En 1959, él y el economista Álvaro Uribe Rueda, junto a un grupo de sus antiguos alumnos de la Universidad del Rosario fundaron el Movimiento Revolucionario Liberal (MRL), que mostró una fuerte oposición al Frente Nacional, al que consideraban antidemocrático y al que atribuían la decadencia del Partido Liberal. Hasta ese momento su única ambición había sido la de alcanzar la rectoría en su alma mater.

### Primera candidatura presidencial (1962)
López fue luego elegido representante a la Cámara en 1960 por el MRL y se presentó como candidato a la presidencia en 1962, siendo derrotado sin problemas por el oficialista conservador Guillermo León Valencia. Su decisión de lanzarse a la presidencia cuando constitucionalmente el cargo estaba reservado para el Partido Conservador fue ampliamente criticada y condujo a una crisis dentro del Partido Liberal, y asimismo le aseguró una gran popularidad en medio del creciente descontento por el Frente Nacional. Gracias a ello fue elegido senador unos meses después por el departamento del Valle del Cauca.

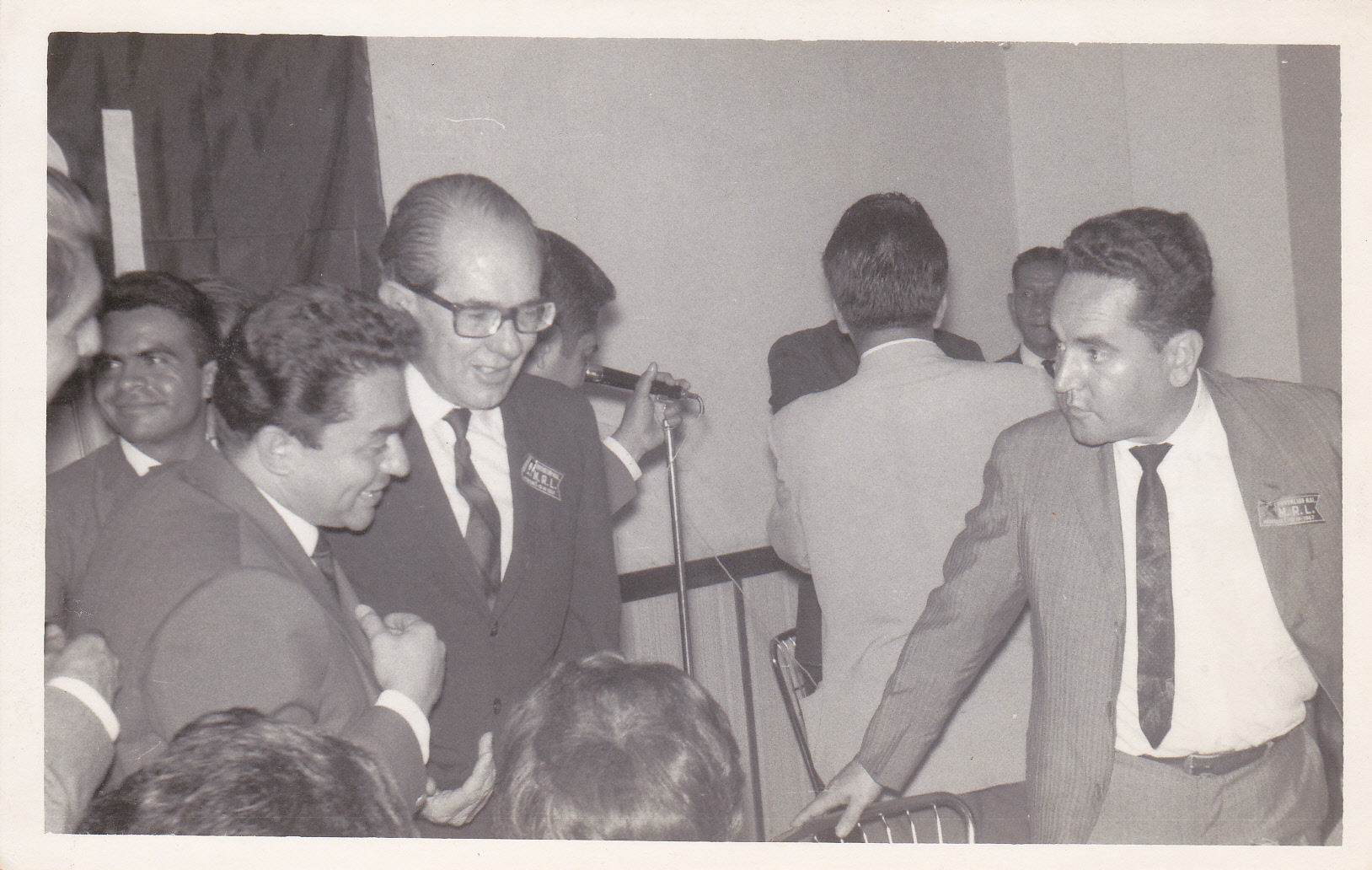
Virgilio Vargas Pino, Alfonso López Michelsen y Jaime Sierra García

En 1964 sucedió como rector de la Universidad Libre al exdesignado Darío Echandía. En 1965, López logró pactar el regreso del MRL al oficialismo de su partido un año después, mientras que una facción radical se adhirió al comunismo y decidió no apoyar la campaña presidencial de Carlos Lleras Restrepo. En 1966 fue reelegido senador. En su corta labor legislativa, López se opuso a la reforma agraria del gobierno de Carlos Lleras Restrepo.
El 16 de septiembre de 1966 empezó a trabajar en Medellín como profesor en la fundación de la Universidad Autónoma Latinoamericana, primera universidad colombiana que puso en vigencia los principios filosóficos del Manifiesto de Córdoba: cogobierno de estudiantes y profesores, libertad de cátedra, libre investigación científica, libre aprendizaje y vinculación de la universidad a los problemas de la sociedad. 

### Gobernador del Cesar (1967-1968).

#### Gabinete
- Secretario de Gobierno: Luis Roberto García
- Secretario de Desarrollo Económico y Social: Álvaro Pupo Pupo
- Secretario Privado del Despacho: César Escobar Ortega
- Jefe de la Oficina Administrativa: Álvaro Araújo Noguera
- Jefe de Educación: César Fernández Dager
- Jefe de Obras Públicas: Emiro Alfonso Zuleta
- Jefe de Agricultura: Hernán Osorio
- Jefe de Presupuesto y Finanzas: Teobaldo Manjarrés
- Jefe de la Oficina de Planeación: Jorge Child Vélez
- Jefe de Servicios Generales: Dámaso Lora
- Jefe de la Oficina Jurídica: Uribe Habid Molina
- Jefe de Personal: Jorge Gómez
- Jefe de Relaciones Pública: Rafael Escalona Martínez
- Administrador de Rentas: Diomedes Daza Daza
- Capellán de la Gobernación del Cesar: Padre José Agustín Mackenzie
- Alcalde de Valledupar: Manuel Germán Cuello Gutiérrez.

Tras la disolución del MRL, López pasó a formar parte del gobierno del presidente Carlos Lleras Restrepo. Fue nombrado primer gobernador del recién creado departamento del Cesar en diciembre de 1967, ya que era promotor de la cultura caribeña de la región, y por los negocios y lazos familiares que tenía, gozaba de amplia aceptación en la región. 
Uno de sus aportes más importantes durante su gobernación fue la instalación del primer Festival de la Leyenda Vallenata junto a los folcloristas Consuelo Araújo Noguera y Rafael Escalona. Fueron estas amistades las que lo definieron después como protector de la cultura vallenata y promotor del folclor caribeño.

### Canciller de Colombia (1968-1970)

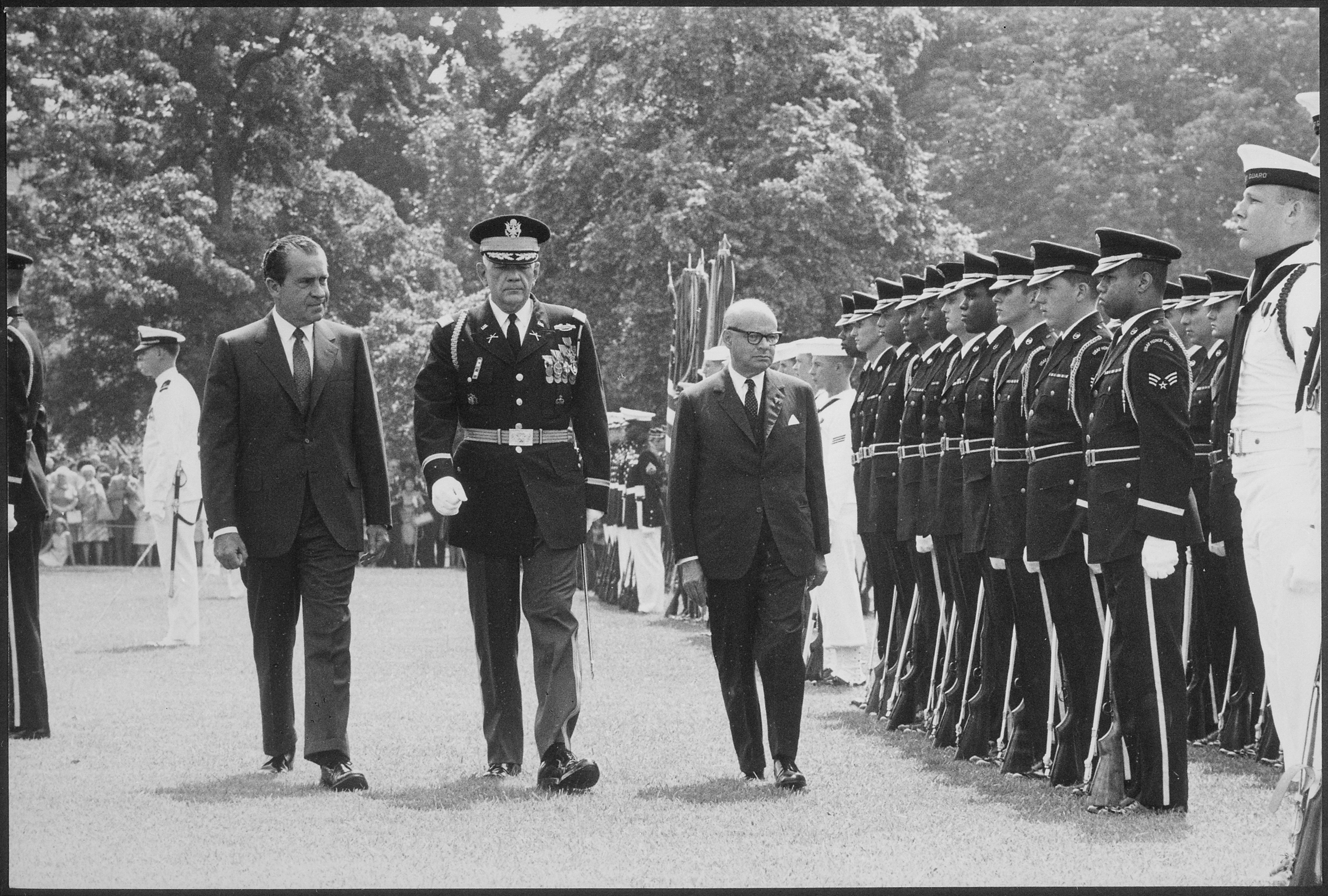
Visita de Lleras a Nixon en Estados Unidos, en 1969.

A mediados de 1968, López fue llamado por el presidente Lleras para ocupar el ministerio de Relaciones Exteriores, posesionándose dos días después de que Lleras cumpliera dos años frente al gobierno, el 9 de agosto de 1968. La gobernación del César la dejó en manos de Luis Roberto García, político liberal local.
Como canciller, a López le correspondió la creación del Grupo Regional Andino y sugirió la creación del “Comité Especial de la Carta de Naciones Unidas y el fortalecimiento de la organización”. Durante su administración, López concluyó los preparativos para la visita del papa Pablo VI a Colombia, que se dio días después de su llegada a la cancillería, con motivo de la  XXXIX Congreso Eucarístico Internacional. En 1969, coordinó con el embajador en Washington la visita del presidente Lleras a los Estados Unidos, días después de la posesión de Richard Nixon.
López dejó el cargo, el 7 de agosto de 1970, para dar paso al gabinete del presidente electo (con dudas de fraude electoral), Misael Pastrana Borrero, y se retiró definitivamente de la política para dedicarse a sus negocios particulares. 

### Segunda candidatura presidencial (1973-1974)

#### Convención liberal de 1973

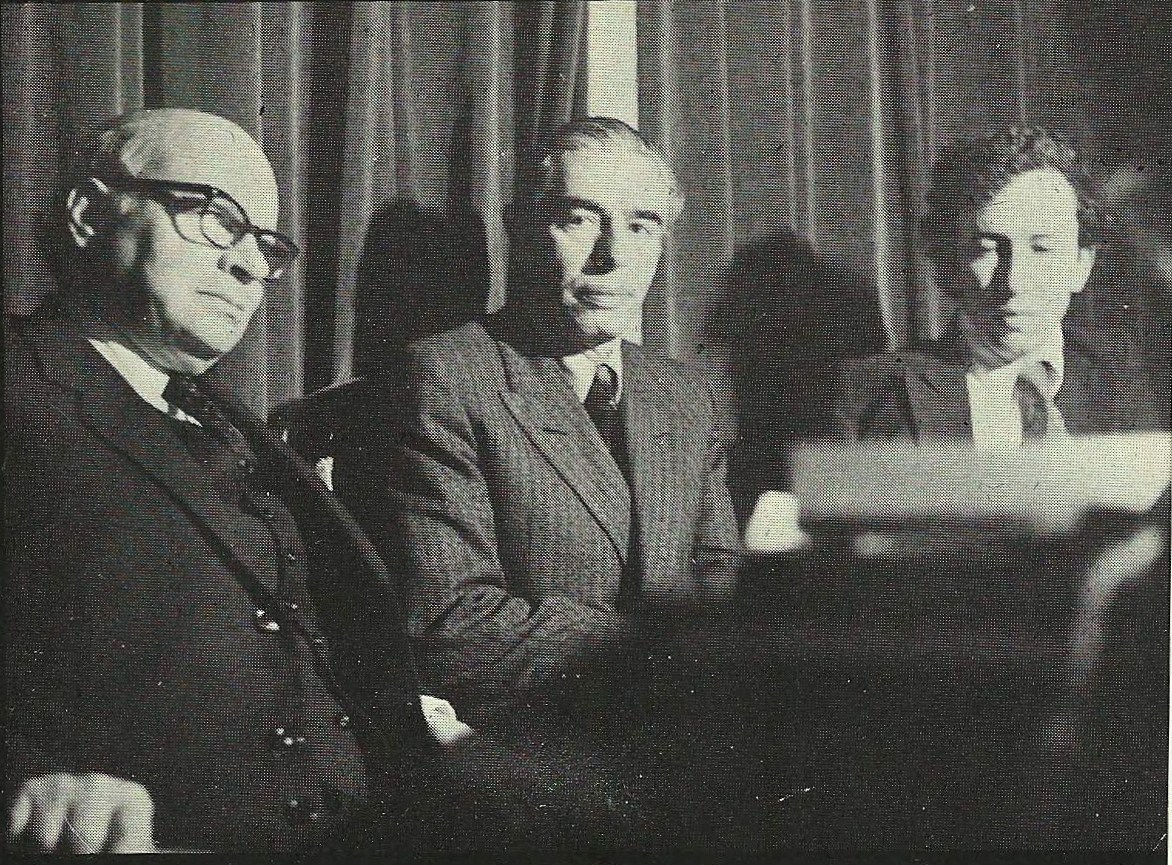
El expresidente Lleras a principios de los 70.

Para 1973, existía en el interior del liberalismo una división entre el sector lopista y el llerista en miras de las elecciones presidenciales de 1974; el primero liderado por López buscaba lanzar la candidatura del exembajador Julio César Turbay, y el otro, encabezado por el expresidente Lleras, buscaba su reelección. La división llevó a que en cierto momento López, que aún no se perfilaba como candidato presidencial, propusiera la candidatura del exalcalde de Bogotá, el ingeniero y empresario petrolífero Virgilio Barco como candidatura de unidad, misma que nunca despegó.
Por otro lado, el expresidente Lleras perdió rápidamente el apoyo del partido, pese a que era el director desde 1972, ya que por una mala estrategia política, adelantó la elección del candidato único del partido para la campaña presidencial del año 1974. El traspié lo ocasionó una carta enviada por Lleras el 4 de abril de 1973 a su esposa, quien se encontraba en el exterior, y que se conoció como "Carta de Bruselas", donde expresaba su deseo de gobernar por otros 4 años bajo el modelo frentenacionalista que debía clausurar Pastrana.
Rápidamente surgió la candidatura de López, ya que Turbay optó por ser cabeza de lista para el Congreso, y se mantuvo neutral en el conflicto entre los dos candidatos. Luego de aplazar la consulta una vez, el 30 de junio de 1973, y coincidiendo con el cumpleaños 60 de López, éste fue elegido candidato único a la presidencia, por 162 votos contra 88 que obtuvo Lleras Restrepo. Como detalle curioso, López votó por Lleras, Lleras por el expresidente Darío Echandía, y Echandía también por Lleras. Esa estrepitosa derrota marcó el inicio de las divisiones internas que escindieron el partido en 1979.

#### La campaña del "pollo López"

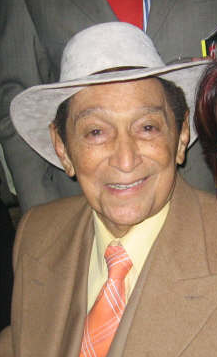
El compositor Rafael Escalona le compuso "López es el pollo", canción vallenata con la que López hizo campaña en la parte norte del país.

Fue durante esta campaña que su amigo Escalona le puso el apodo de El Pollo, ya que en un evento público de 1973, el artista le compuso una estrofa de un vallenato para su campaña presidencial, aprovechando la herencia vallenata de López y que había sido gobernador del Cesar en la década pasada. La estrofa decía asíː

"López es el Pollo. Es el Pollo que Colombia necesita"
Rafael Escalona, 1973.

Aprovechando el apodo, los anuncios publicitarios de la campaña de López lo mostraban sosteniendo a un gallo entre sus manos. En el periódico El Tiempo llegó a aparecer el titular "El gallo liberal cantará". De hecho, el acordeonero Alfredo Gutiérrez y su conjunto grabaron el tema "López es el pollo", escrito por Escalona, y con el cual se hizo campaña en todo el país. Poncho Zuleta también grabó una versión, pero la más popular fue la de Gutiérrez. Respecto a Escalona, este fue recompensado con el consulado en Panamá. 
López lanzó su candidatura presidencial de manera oficial en agosto de 1973, bajo el lema "El Mandato Claro", que hacía alusión a la necesidad que tenía de consolidar las mayorías, tras el sospechoso margen tan estrecho que dio a Pastrana la sensación de falta de legitimidad en 1970. Entre sus frases de campaña estaba "Colombia es el tíbet de Suramérica y será el Japón de Suramérica", indicando con ello que el país estaba aislado y buscaba llevarlo al crecimiento internacional. 
Los comicios se dieron el domingo 21 de abril de 1974. López se enfrentó al veterano periodista y congresista conservador Álvaro Gómez Hurtado y la candidata de la Alianza Nacional Popular (ANAPO) María Eugenia Rojas, y a otras dos campañas menores. Como dato curioso, tanto López como Rojas y Gómez eran hijos de expresidentes del paísː López lo era del dos veces presidente Alfonso López Pumarejo, Gómez lo era de Laureano Gómez, y Rojas del general Gustavo Rojas Pinilla, quien derribó de la presidencia a Gómez en 1953. Este hecho fue ampliamente criticado por los sectores progresistas, incluyendo la naciente revista Alternativa, magazine de izquierda que acuñó el término de "los hijos del poder".
López, entretanto, se impuso sin mucha dificultad sobre Álvaro Gómez, siendo elegido presidente de Colombia con 2.929.719 votos, sobre los 1.634.879 de su rival conservador. En el tercer lugar quedó Rojas con 1.561.468 votos, representando un duro revés al tercer partido, ya que cuatro años atrás el general Rojas estuvo muy cerca de ganar las presidenciales contra el oficialista Misael Pastrana, el presidente saliente de ese período.

### Presidencia de Colombia (1974-1978)

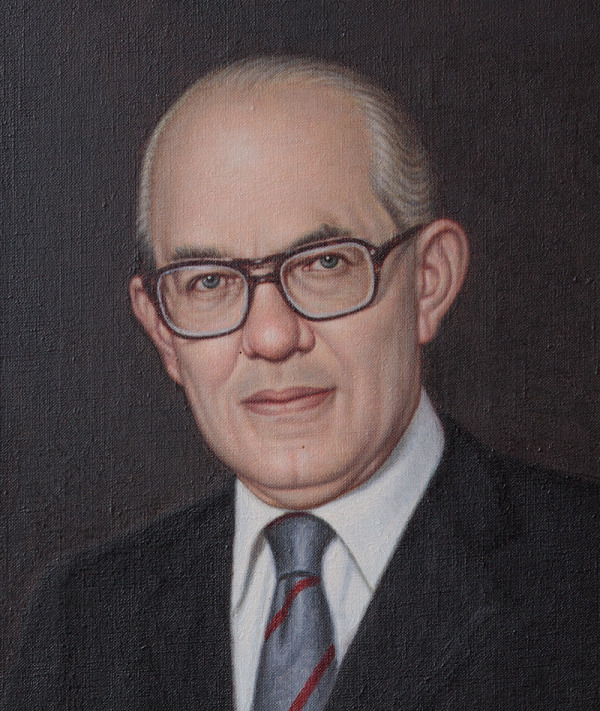
Óleo sobre lienzo del presidente colombiano Alfonso López Michelsen

Alfonso López se convirtió en el primer presidente de Colombia que no pertenecía al sistema del Frente Nacional y el primer liberal en el poder desde 1946 (si se tiene en cuenta que los liberales del Frente Nacional estaban obligados a compartir el poder con los conservadores). Tomó posesión del cargo el 7 de agosto de 1974, con 61 años, y la banda presidencial le fue impuesta por el congresista Julio César Turbay.
Como un detalle de su fina irreverencia, se recuerda su discurso de posesión cuando, al tocar el candente tema del diferendo limítrofe con Venezuela en relación con el Golfo de Venezuela, lo llamó "Golfo de Coquivacoa", haciendo referencia así a su nombre indígena originario.
Su gobierno abarcó los años de 1974 a 1978 y se le conoció como el "mandato claro" con la promesa de convertir a Colombia en "El Japón de Sudamérica", aunque la prensa de la época y el pueblo lo rebautizó como el "mandato caro", por los problemas económicos que enfrentaba el país, como la inflación, que fue la más alta de la historia de Colombia.
Inició las exploraciones de hidrocarburos de la mano de la empresa estatal Ecopetrol. Gracias a esto construyó gasoductos, oleoductos y refinerías para apoyar la exportación de petróleo. Durante su gobierno, Colombia tuvo una segunda bonanza cafetera, pero a su vez altos niveles de inflación. Las mujeres accedieron por primera vez a la carrera militar. Se creó el Instituto Colombiano de Hidrología, Meteorología y Adecuación de Tierras (HIMAT hoy IDEAM), se estableció la mayoría de edad a los 18 años y se restablecieron las relaciones entre Colombia y Cuba.

#### Seguridad y orden público

##### Narcotráfico y conflicto armado

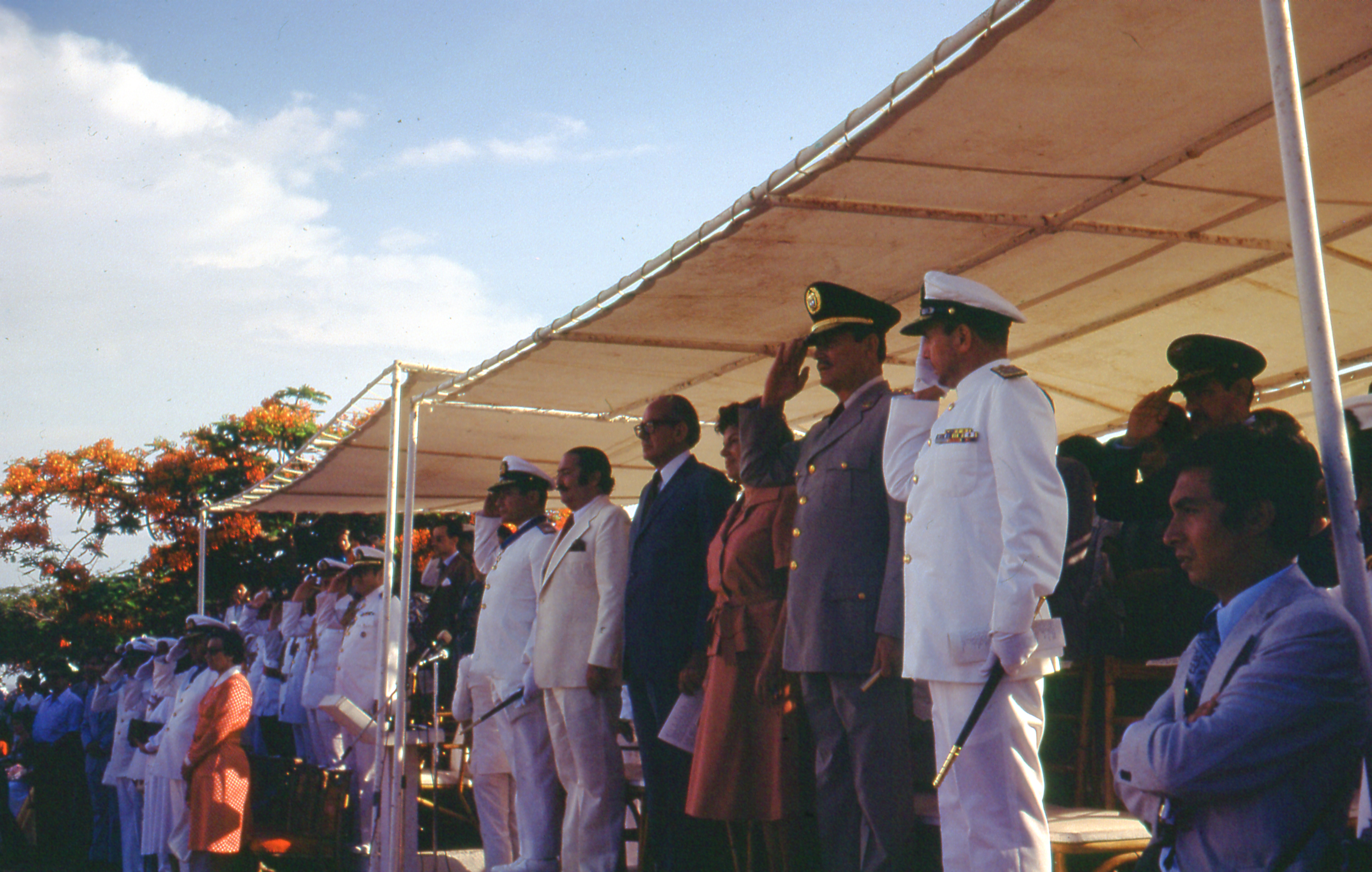
El presidente Alfonso López Michelsen durante una ceremonia naval en Cartagena de Indias, 1976.

Durante su presidencia, López tuvo que enfrentar el escándalo de "la Ventanilla Siniestra," nombre que se le dio a la supuesta cuenta del Banco de la República, abierta por su gobierno para permitir el paso del dinero producto de la bonanza cafetera, pero que se convirtió en el mayor caso de lavado de dinero de la historia de Colombia, cuando se descubrió que por esa cuenta eran legalizadas las utilidades que obtenían los traficantes de marihuana colombianos, en la llamada Bonanza Marimbera.
El 7 de septiembre de 1975 fue asesinado el inspector general de las FF.MM. general Ramón Arturo Rincón Quiñónez por el ELN. Pedro León Arboleda, comandante del EPL, fue abatido en 1976 en Cali. José Raquel Mercado, dirigente de la Confederación de Trabajadores de Colombia (CTC), fue secuestrado y asesinado por el M-19 en abril de 1976; el M-19 también realizaría el secuestro de Hugo Ferreira Neira gerente de Indupalma y exministro en 1977.

#### Paro nacional
El 14 de septiembre de 1977, López afrontó un Paro Cívico Nacional en protesta por las medidas económicas y sociales de su gobierno, jornada durante la cual se registraron 33 muertos, 3000 heridos y miles de detenidos. López Michelsen ese día impuso el toque de queda, y las protestas se extendieron hasta el 15 de septiembre en horas de la mañana.  
El impacto del paro en la sociedad colombiana fue tal que el copartidario de López, Turbay ganó las elecciones de 1978 con la promesa de reducir la insurgencia y los brotes sociales que estaban tomando fuerza en el país por esos convulsos años, mediante su polémico estatuto de seguridad.

### Relaciones exteriores

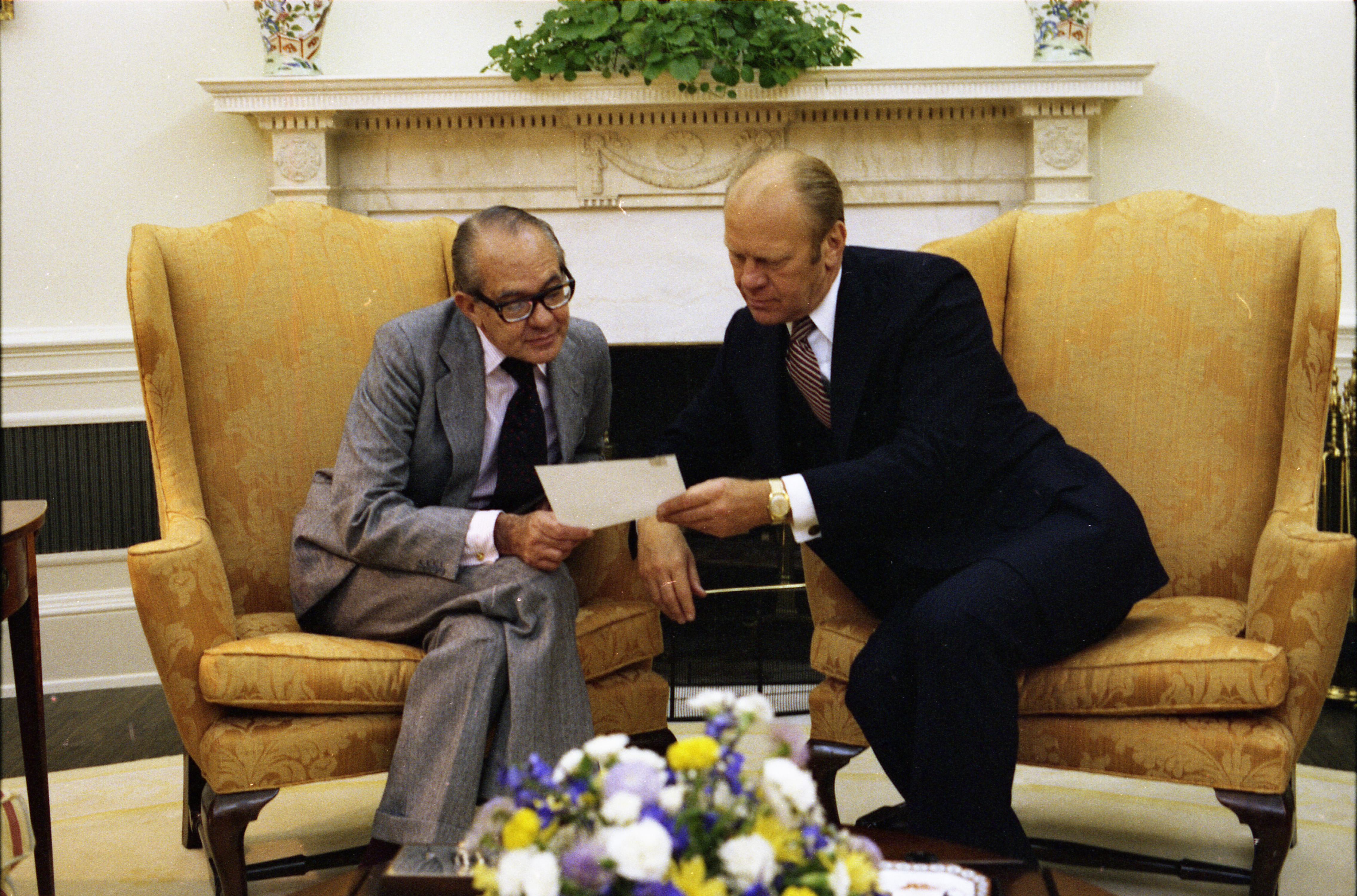
López y Gerald Ford en la Oficina Oval

López participó en la firma del Tratado Torrijos-Carter que garantizaba la futura devolución del Canal de Panamá por parte de los Estados Unidos a Panamá, cuyo cumplimiento se daría el 31 de diciembre de 1999 y que se dio entre los presidentes de Omar Torrijos y Jimmy Carter, tras años de controversia entre ambos países.  También era un visitante habitual de la Casa Blanca, entablando una buena relación con Richard Nixon y luego con Gerald Ford y Jimmy Carter.
Bajo el gobierno de López se reestablecieron las relaciones diplomáticas con Cuba, el 6 de marzo de 1975, que se interrumpieron el 9 de diciembre de 1961 bajo el gobierno de Alberto Lleras Camargo, y por influencia del gobierno de John F. Kennedy, tras la fallida invasión de Bahía de Cochinos.

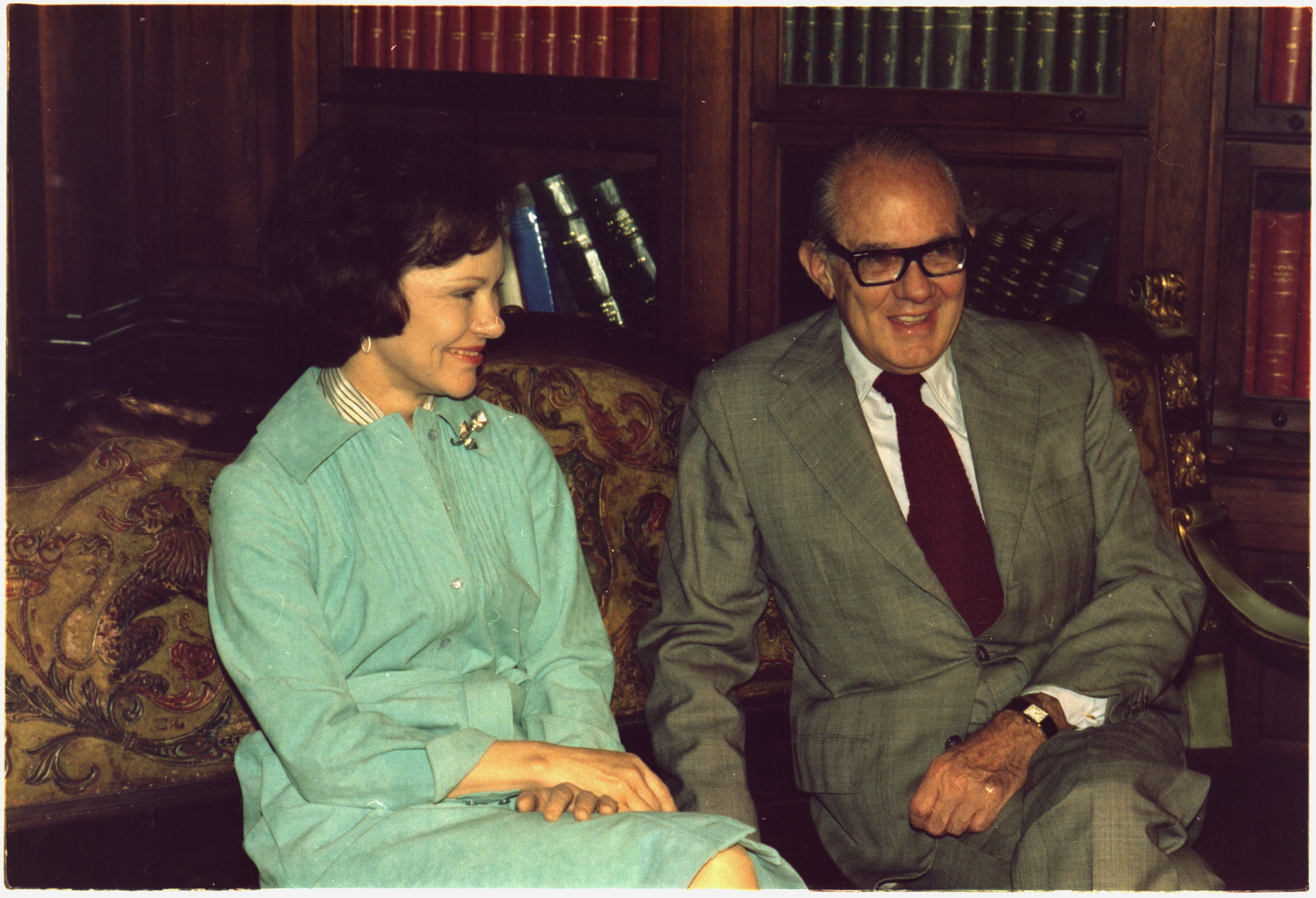
Registro de la reunión entre Rosalynn Carter y el presidente López en 1977, donde privadamente reveló el conocimiento de su gobierno de los vínculos con narcotraficantes de varios políticos y oficiales.

En 1977, Estados Unidos encomendó a la primera dama Rosalynn Carter para llevar un mensaje de advertencia al gobierno colombiano, debido a los fuertes indicios que tenían los Estados Unidos de la corrupción relacionada con actividades del narcotráfico de varios políticos colombianos y funcionarios del Estado. Según el informe de los archivos secretos, desclasificado en abril de 2024, del gobierno de Estados Unidos, la primera dama alentó a López a asistir a una reunión posterior con agentes antinarcóticos que revelarían fuertes indicios de actividades de narcotráfico del entonces candidato presidencial Julio César Turbay, quien ese mismo año resultó electo presidente, además del general Abraham Varón Valencia, para entonces ministro de defensa (de 1974 a 1978), y el entonces ministro de trabajo Óscar Montoya Montoya y otros varios oficiales y políticos ligados a la red de narcotráfico de Griselda Blanco. Adicionalmente se conoció en los documentos desclasificados, que el hijo de López, Alfonso López Caballero, era sospechoso de actividades de narcotráfico.
En abril de 2024, la revista Cambio publicó en su canal de YouTube un informe elaborado en 1977 por el programa estadounidense 60 minutos donde López es cuestionado por cada uno de estos señalamientos y donde desestima la veracidad o exactitud de estos, a la vez que critica la actitud del gobierno estadounidense en la forma como abarcó dichas investigaciones y las maneras diplomáticas empleadas, además de los errores en la lucha contra las drogas en general.

### Pospresidencia

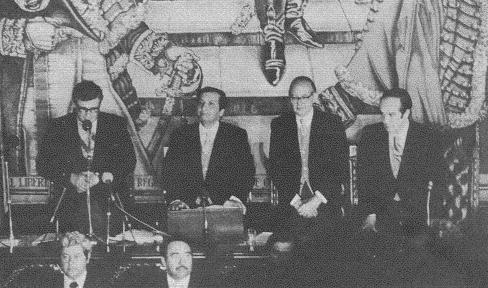
López en la posesión de Turbay, 1978.

López entregó el cargo el 7 de agosto de 1978 a Julio César Turbay Ayala, candidato oficialista del liberalismo al que el propio López le brindó su apoyo, pese a que salió debilitado del poder, y en contraparte con el expresidente Lleras Restrepo (quien aspiraba a la reelección por segunda vez), y el conservador Belisario Betancur. Pese al apoyo inicial, López se opuso tajantemente al Estatuto de Seguridad de Turbay.

#### Tercera candidatura presidencial (1981-1982)
En 1981, López fue elegido por la convención nacional liberal como candidato único a la presidencia para las elecciones de 1982, con las que pretendía darse continuidad al gobierno de mano dura de Turbay, pese a que López lo criticó públicamente. Su candidatura se venía gestionando desde 1979, razón por la cual el exministro Luis Carlos Galán, con el auspicio del expresidente Lleras, se independizó del liberalismo y fundó su movimiento, Nuevo Liberalismo.  
López se presentó a las urnas con gran entusiasmo y recibiendo apoyos de diferentes sectores del partido como Renovación Liberal, de Alberto Santofimio (su ministro de justicia entre 1974-1975 y su protegido político), y Poder Popular de Ernesto Samper. Sus contendores directos fueron Belisario Betancur, quien estaba en su tercer intento de ganar las elecciones, apoyado por disidentes liberales y los conservadores con el movimiento "Concentración Nacional", y el propio Galán, cuyo movimiento tuvo buenos resultados en las elecciones locales de 1980.  
La derrota se atribuyó a varios factores. En primer lugar, su popularidad se había visto diezmada después de su conflictivo periodo presidencial. A diferencia de aquel periodo, López Michelsen no era visto ya como un representante de la política alternativa sino como un político tradicional, y era en cambio Betancur el que era percibido como alternativo. 
Dentro del Liberalismo existía la misma percepción, y el ascenso político de Luis Carlos Galán como precandidato presidencial esencialmente dividió al partido y terminó beneficiando a Betancur. Se divulgó también que presuntamente la campaña de López Michelsen había recibido dineros de parte de Carlos Lehder y otros narcotraficantes quienes a la época intentaban introducirse entre los partidos políticos tradicionales para buscar evitar la posibilidad de una extradición. Luego de su derrota en las elecciones presidenciales de 1982, López Michelsen asumió como jefe del Partido Liberal.

#### Reunión con el Cartel de Medellín
Por esos años el narcotráfico arreciaba en el país. Inclusive Rodrigo Lara Bonilla, un ministro en funciones había sido asesinado en abril de 1984- por lo que fue célebre y polémica la reunión que sostuvo con los narcotraficantes del Cartel de Medellín, Pablo Escobar y Jorge Luis Ochoa, reunión que fue celebrada en un hotel Marriott de Panamá (aprovechando la visita del expresidente en el país, invitado como observador electoral), en mayo de 1984; en dicha reunión, los capos solicitaron a López fungir de intermediario para una eventual entrega a la justicia.
López accedió a comunicar tales intenciones al gobierno de Betancur, afirmando años después que fue el propio presidente de Colombia fue quien le pidió que se reuniera con los narcos. La noticia de la reunión, sin embargo, se filtró a los medios, y el gobierno de Betancur decidió hacerse a un lado de forma que todo el escándalo recayó en López, quien acusó al gobierno de desleal.

#### Elecciones presidenciales de 1986
Desde su posición como líder del liberalismo emprendió una campaña para convencer al exministro y exalcalde de Bogotá, el sexagenario Virgilio Barco, de postularse a la presidencia por el Partido Liberal para 1986. Pese al rechazo de Barco, al preguntársele a López por los medios acerca de la candidatura liberal a la presidencia, este respondió: Y si no es Barco ¿quién? Días después Virgilio Barco aceptó la candidatura, siendo ésta orientada por el excontralor general de la República y dirigente liberal Rodolfo González García.
A la candidatura liberal de Barco se sumaron otras de menor trascendencia, y las del disidente liberal Luis Carlos Galán (apoyado por nuevamente por el expresidente Lleras) y el conservador Álvaro Gómez Hurtado (quien fue impulsado por el gobierno Betancur y la poderosa sombra del expresidente Misael Pastrana). Barco terminó imponiéndose sobre todos sus rivales gracias al apoyo de López y de Turbay.

#### Años 90

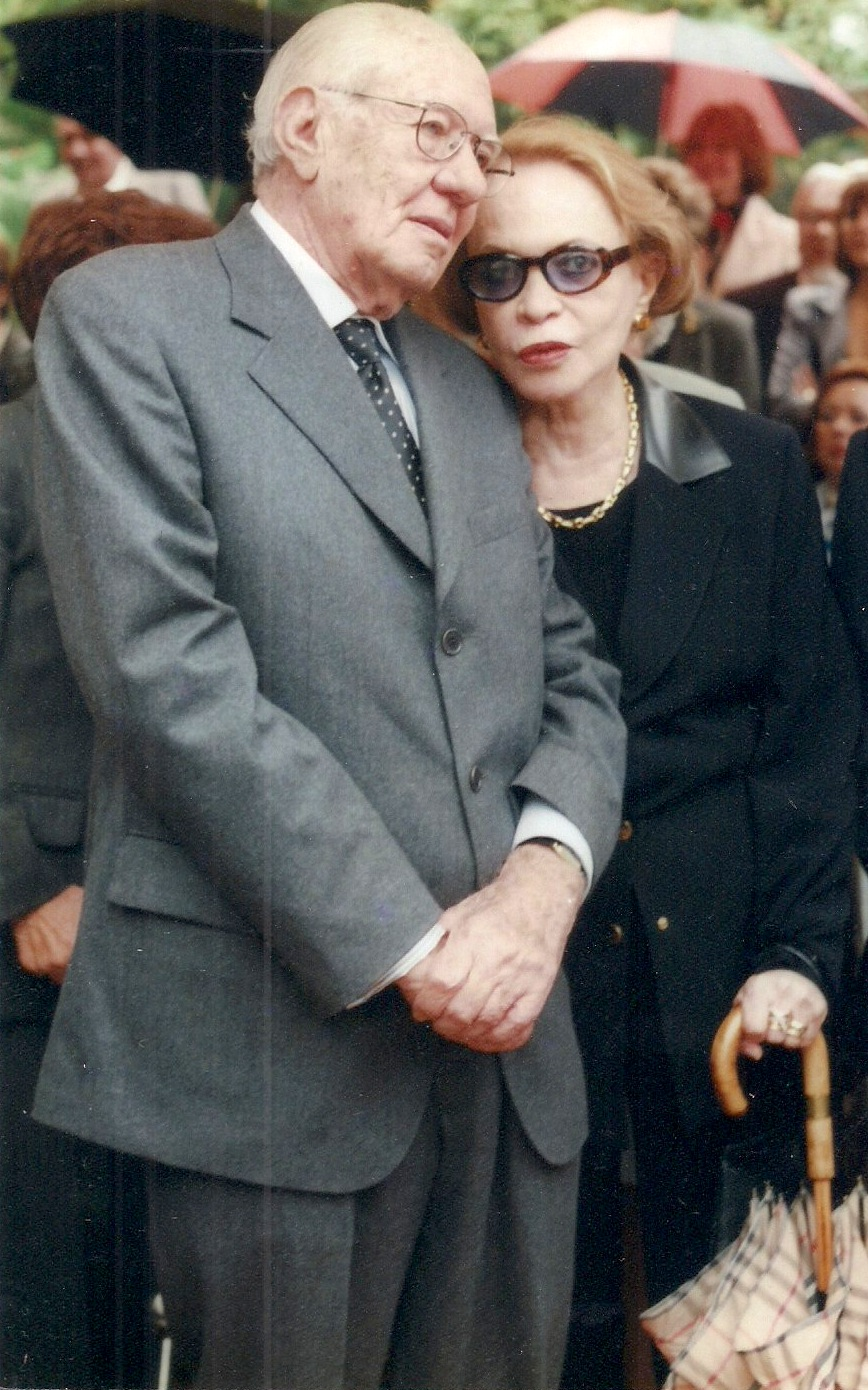
López Michelsen con Olga Duque de Ospina

A partir de entonces, y a pesar de la victoria de Barco, López Michelsen se convirtió en uno de los críticos más asiduos de los subsiguientes gobiernos y probablemente en el más importante de los líderes de opinión del país, a través de escritos, entrevistas y discursos, así como sus numerosas reuniones con distintos líderes de diferentes partidos.
Luego de retirarse de la política activa, tras rechazar ser candidato por el liberalismo a la Asamblea Constituyente de 1991, a la que criticó en varios aspectos, lanzó críticas certeras a los gobiernos de César Gaviria, Ernesto Samper (que eran liberales como él) y del conservador Andrés Pastrana.

#### Últimos años
Si bien su rival Julio César Turbay apoyó la candidatura del independiente liberal Álvaro Uribe, López emprendió una fuerte campaña en favor del intercambio humanitario (acuerdos entre el gobierno colombiano con la guerrilla de las FARC-EP donde se intercambiaban secuestrados por guerrilleros presos) desde 2002, cuando Uribe ya era presidente.  
En sus últimos días, López fue miembro Honorario de la Academia Colombiana de Jurisprudencia y colaborador del periódico El Tiempo, en el que mantenía una columna dominical muy popular, que se publicó hasta el domingo anterior a su fallecimiento.
En el 2005 López regresó a la político para respaldar la campaña presidencial de Horacio Serpa e Iván Marulanda. y se mostró contrario a los esfuerzos reelectorales de Uribe, quien logró que el Congreso aprobara la reforma constitucional que le permitió seguir en el poder. Ese mismo año respaldó la aprobación de una ley que otorgaba derechos patrimoniales a las parejas homosexuales, es decir, el derecho de éstas parejas de tener un régimen económico como las parejas heterosexuales. Pese a sus esfuerzos, Uribe fue reelegido en 2006.

#### Fallecimiento

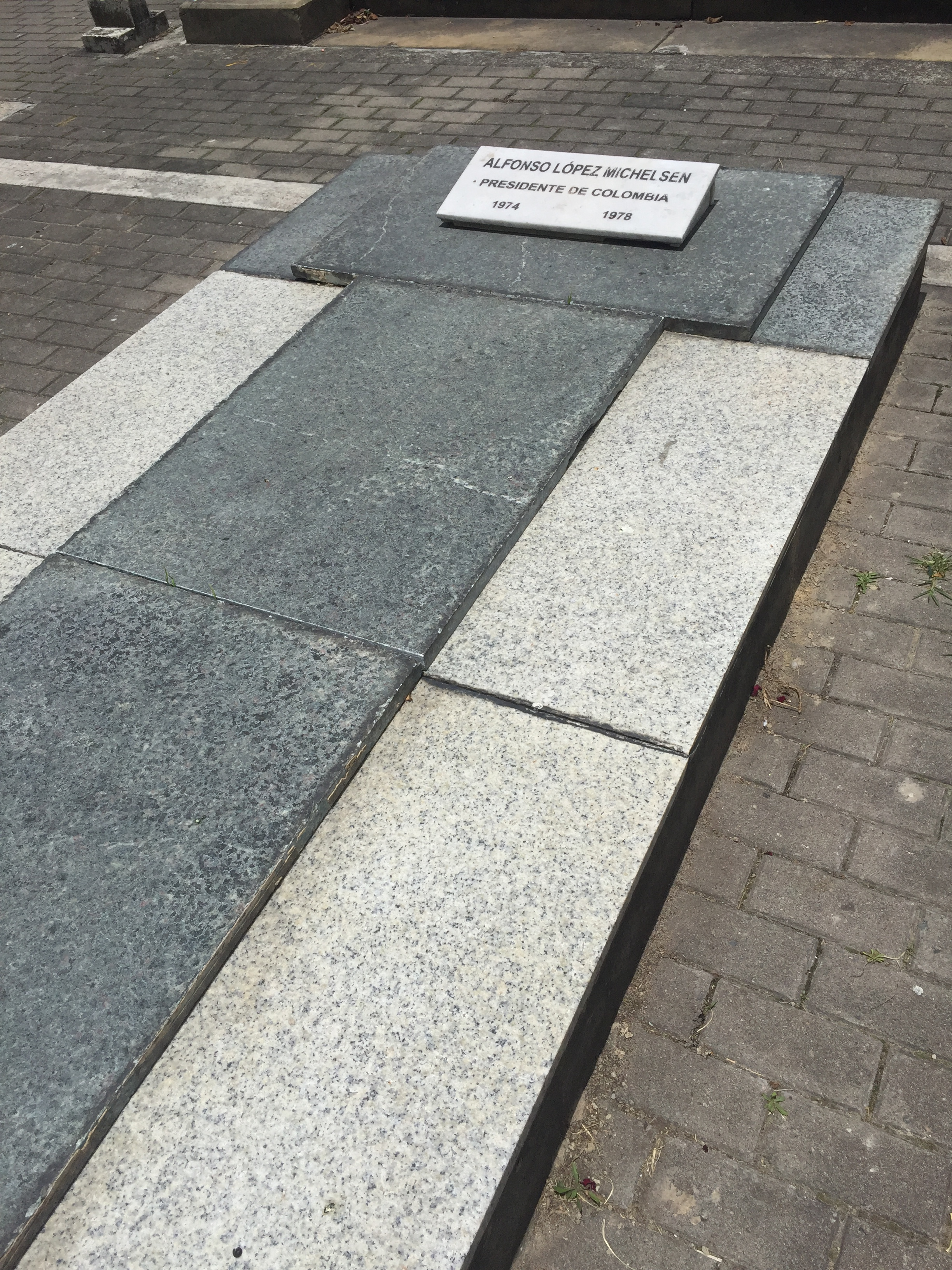
Tumba de López, Bogotá.

Alfonso López Michelsen murió en su casa en Bogotá, la madrugada del miércoles 11 de julio de 2007, a la longeva edad de 94 años, víctima de un infarto. Ese día se presentaron familiares y amigos a dar las condolencias a su esposa e hijos. El expresidente de España, Felipe González, que se encontraba en Colombia en ese momento, fue uno de los primeros políticos en reaccionar al suceso.
El 12 de julio los restos de López fueron llevados al Capitolio Nacional para ser expuestos en cámara ardiente, y posteriormente fue sepultado el 13 de julio en el Cementerio Central de Bogotá, donde reposan sus restos en la actualidad, y donde también reposan los restos de su padre. 
A sus funerales asistió el entonces presidente, Álvaro Uribe Vélez.

## Familia

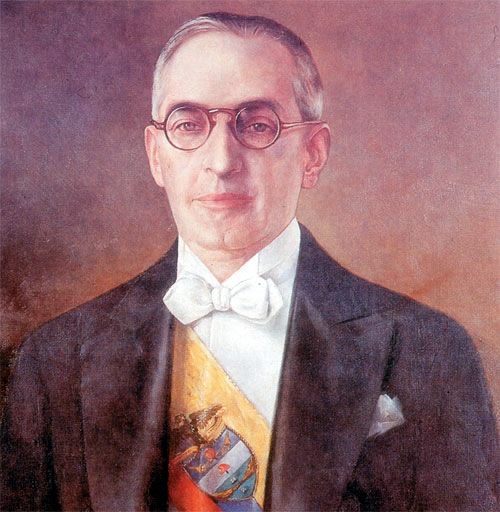
Su padre, Alfonso López Pumarejo

Escudo de López, otorgado por el rey Juan Carlos de España.

Alfonso era el hijo mayor del político colombiano Alfonso López Pumarejo, y de la científica colombiana de ascendencia Judía Asquenazí María Michelsen Lombana. Sus hermanos fueron María, Pedro, María Mercedes y Fernando López Michelsen. 
Su padre era un destacado miembro del Partido Liberal, y llegó a ocupar varios cargos públicos, incluyendo la presidencia de la república, en dos ocasiones no consecutivas.
Alfonso era nieto por línea paterna del empresario y banquero Pedro Aquilino López y del comerciante Sinforoso Pumarejo Quirós; y bisnieto por línea paterna del artesano y político Ambrosio López Pinzón, creador de un gremio de artesanos en la época republicana, y por línea materna de Bernardina Ibáñez, dama de sociedad quien sostuvo un intenso romance con el entonces presidente Simón Bolívar; y hermana de Nicolasa Ibáñez, la amante favorita de Santander.
Su primo segundo por línea materna fue el empresario Jaime Michelsen Uribe, fundador del Grupo Grancolombiano, el conglomerado más importante de Colombia hasta los años ochenta.

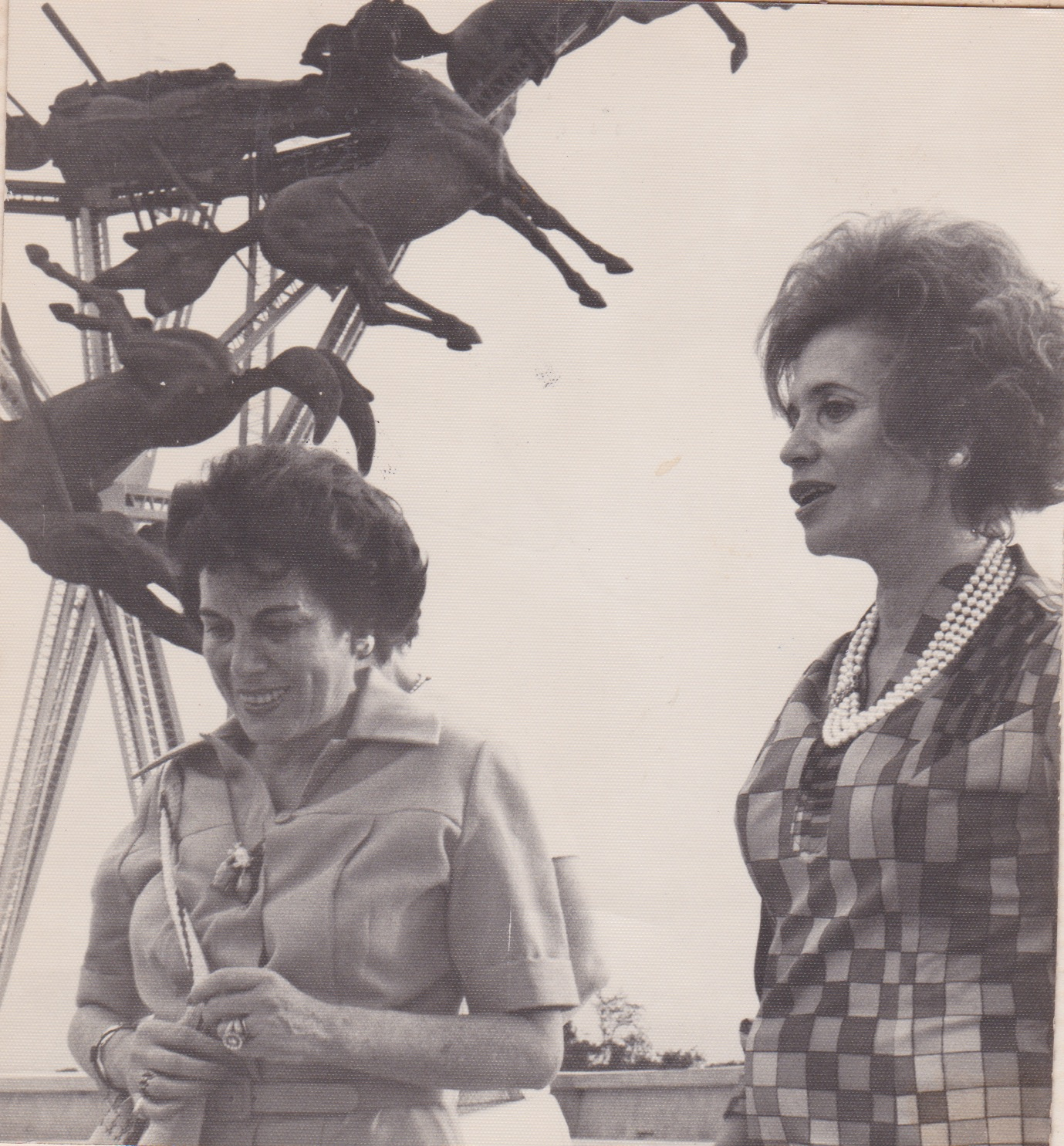
Su esposa Cecilia López

### Matrimonio
Alfonso López Michelsen contrajo matrimonio el 23 de octubre de 1938 en Bojacá, Cundinamarca con Cecilia Caballero Blanco, hija de Julio Caballero Barrera y de Mary Blanco Barroso, y sobrina del líder liberal Lucas Caballero Barrera. Su esposa, por tanto, es prima de los periodistas Lucas y Eduardo Caballero Calderón, parientes de la familia Santos.
El matrimonio tuvo tres hijosː Alfonso, Juan Manuel y Felipe López Caballero. Alfonso es político y diplomático, Juan Manuel es escritor y Felipe, periodista, empresario y fue el fundador de la Revista Semana.
Su viuda falleció el 14 de agosto de 2019, a los 105 años.

## Reconocimientos
- La versión 2008 del Festival de la Leyenda Vallenata rindió un homenaje en su nombre.
- A partir de 2016, el billete de $20.000 pesos de Colombia lleva su imagen así como la del sombrero vueltiao.[65]
- La plazoleta de la alcaldía de Valledupar lleva su nombre.[66]
- La versión 50 del Festival de la Leyenda Vallenata del 26 al 30 de abril de 2017 (Rey de Reyes) rindió homenaje a su nombre, junto al de Consuelo Araújo y Rafael Escalona.